# Angelica Lundqvist
Angelica Lundqvist, född 8 oktober 1949 i Klara församling i Stockholm, är en svensk skådespelare, manusförfattare och regissör. 

## Bakgrund
Angelica Lundqvist är dotter till konstnären Sven Lundqvist och Alice Wellton. Hon är systerdotter konstnären Lars Wellton samt skådespelarna Ernst Wellton och Öllegård Wellton. Mormors mor är filmskaparen Anna Hofman-Uddgren.

## Studier och karriär
Lundqvist studerade till en fil. kand. i film- och teatervetenskap vid Stockholms universitet 1969-1973. Därefter fortsatte hon vid Scenskolan i Malmö 1973–1976. Efter studierna har hon varit engagerad vid stadsteatrarna i Malmö, Helsingborg och Stockholm. Hon ändrade inriktning 1984 och genomgick vidareutbildning vid Dramatiska Institutet för att bli manusförfattare och senare regissör.

## Familj
Tillsammans med Kenneth Risberg har hon dottern Fanny Risberg, född 1975. Kenneth Risberg och Angelica Lundqvist gick i samma klass på Scenskolan i Malmö. De var gifta 1975–1976.

## Filmografi (urval)
Roller
- 1973 – Kvartetten som sprängdes (TV-serie)
- 1975 – Ägget är löst
- 1978 – Bevisbördan (TV-serie)
- 1981 – Babels hus (TV-serie)
- 1982 – Ingenjör Andrées luftfärd
- 1984 – Lykkeland (TV-serie)
- 1985 – Den nya banken

Regi
- 1990 – Från de döda
- 1991 – Kakan

## Teater

### Roller, ej komplett
| År   | Roll               | Produktion                                                                            | Regi                | Teater                   |
| ---- | ------------------ | ------------------------------------------------------------------------------------- | ------------------- | ------------------------ |
| 1978 |                    | Åh, vilket härligt krig! (Oh, What a Lovely War!) Charles Chiltom och Joan Littlewood | Jan Lewin           | Helsingborgs stadsteater |
| 1978 | Helene, husjungfru | Ett dockhem (Et Dukkehjem) Henrik Ibsen                                               | Jan Håkanson        | Stockholms stadsteater   |
| 1986 | Försäljerska/mfl   | Cyrano de Bergerac Edmond Rostand                                                     | Johan Bergenstråhle | Stockholms stadsteater   |